# John Tlale
John Rantsi Tlale (né le 15 mai 1967 à Kroonstad dans l'État libre d'Orange en Afrique du Sud) est un joueur de football international sud-africain, qui évoluait au poste de gardien de but, avant de devenir entraîneur.

## Biographie
John Tlale commence sa carrière avec le club du Bloemfontein Celtic, avant d'évoluer ensuite dans la modeste équipe des Welkom Stars.
En 1995, il rejoint le club du Mamelodi Sundowns, avant de faire partie l'année suivante de l'équipe d'Afrique du Sud qui participe à la CAN 1996 (il jouera également celles de 1998 et 2000).

## Palmarès
Afrique du Sud
- Coupe d'Afrique des nations (1) :
  - Vainqueur : 1996.
  - Finaliste : 1998.